# Anomobryum humillimum
Anomobryum humillimum là một loài Rêu trong họ Bryaceae. Loài này được (Müll. Hal. ex E. Britton) Broth. mô tả khoa học đầu tiên năm 1903.